# Ritorno a Las Sabinas
Ritorno a Las Sabinas (Regreso a Las Sabinas) è una telenovela spagnola realizzata dalla casa di produzione Diagonal TV su incarico della The Walt Disney Company. La telenovela di 70 episodi è stata creata da Eulàlia Carrillo. La telenovela ha debuttato il 2 settembre 2024 durante la 16ª edizione del Festival de Televisión di Vitoria-Gasteiz. La prima versione della telenovela da parte di Disney+ è avvenuta l'11 ottobre 2024 con i primi cinque episodi, seguita dalla versione regolare, che si è svolta tra il 14 ottobre 2024 e il 10 gennaio 2025, con l'uscita di un nuovo episodio sottotitolato in italiano dal lunedì al venerdì.
La prima messa in onda della telenovela sulla televisione italiana è avvenuta a partire dal 19 maggio 2025 su Rai 1 (puntate trasmesse al pomeriggio) e sulla piattaforma di streaming RaiPlay, dove la serie viene trasmessa con doppiaggio in italiano. Dal 7 luglio 2025, a partire dall'episodio 35, la telenovela si sposta su Rai 2 con due episodi, trasmessi al mattino.

## Trama
Sono passati molti anni dall'ultima volta che le sorelle Gracia e Paloma si sono viste. Quando vengono a sapere dei crescenti problemi di salute del loro padre Emilio, decidono di tornare nella loro città natale, Manterana, per prendersi cura di lui. Il loro ritorno imprevisto comporta anche il dover affrontare nuovamente la vita, le relazioni e le persone che avevano cercato di lasciare alle spalle. Appena mettono piede nella tenuta di famiglia, Las Sabinas, si trovano a dover fare i conti con eventi e segreti del passato, ma anche con aspetti della loro vita presente, che avranno conseguenze significative sulla vita delle sorelle e di chi le circonda.

## Episodi
| Stagione       | Episodi | Episodi | Uscita Spagna | Italia    | Italia   |
| Stagione       | Spagna  | Italia  | Uscita Spagna | Uscita    | Prima Tv |
| -------------- | ------- | ------- | ------------- | --------- | -------- |
| Prima stagione | 70      | 75      | 2024–2025     | 2024–2025 | 2025     |

## Personaggi e interpreti
- Gracia Molina Montalbo, interpretata da Celia Freijeiro e doppiata in italiano da Benedetta Ponticelli.
- Paloma Molina Montalbo, interpretata da Olivia Molina e doppiata in italiano da Sara Ferranti.
- Emilio Molina, interpretato da Nancho Novo e doppiato in italiano da Pasquale Anselmo.
- Laura Montalbo Villegas, interpretata da Ángela Molina e doppiata in italiano da Angiola Baggi.
- Miguel Larrea Mellado, interpretato da Andrés Velencoso e doppiato in italiano da Luca Mannocci.
- Tano Larrea Mellado, interpretato da Miquel Fernández e doppiato in italiano da Raffaele Carpentieri.
- Francisca „Paca“ Utrera Orensanz, interpretata da María Casal e doppiata in italiano da Anna Cugini.
- Esther Ruíz Utrera, interpretata da Natalia Sánchez e doppiata in italiano da Antilena Nicolizas.
- Silvia Mellado, interpretata da Marta Calvó e doppiata in italiano da Emanuela Baroni.
- Alejandro „Álex“ Egea Duarte, interpretato da Raúl Mérida e doppiato in italiano da Gabriele Vender.
- Manuela, interpretata da Julia Carnero e doppiata in italiano da Giulia Santilli.
- Trinidad „Trini“ de León, interpretata da Neus Sanz e doppiata in italiano da Roberta Pellini.
- Lucas Rivera Molina, interpretato da Roger Padilla e doppiato in italiano da Valeriano Corini.
- Julia Rivera Molina, interpretata da Jimena Silva e doppiata in italiano da Carolina Gusev.
- Lucía Larrea, interpretata da Mia Lardner e doppiata in italiano da Chiara Fabiano.
- Guillermo Jiménez, interpretato da Alberto Lozano e doppiato in italiano da Maurizio Montecchiesi.
- Tomás Robledo, interpretato da Jordi Coll e doppiato in italiano da Daniele De Lisi.
- Richi, interpretato da Francesc Cuéllar e doppiato in italiano da Jacopo Bonanni.
- Pilar, interpretata da Maria Ribera e doppiata in italiano da Letizia Lucchini.
- Pablo Núñez, interpretato da Lolo Herrero e doppiato in italiano da Raffaele Palmieri.
- Nati, interpretata da Elena Vilaplana e doppiata in italiano da Roberta Gasparetti.
- Daniel „Dani“, interpretato da Oriol Vila e doppiato in italiano da Gabriele Sorrentino.
- Carla Egea Duarte, interpretata da Berta Rabascall e doppiata in italiano da Vittoria Bartolomei.
- Óscar Egea Duarte, interpretato da Jaume Madaula e doppiato in italiano da Claudio Varsi.
- Marisol Duarte, interpretata da Montse Guallar e doppiata in italiano da Nadia Perciabosco.
- Antón Rivera, interpretato da Marc Martínez e doppiato in italiano da Stefano Macchi.
- Elena Soto, interpretata da Clàudia Cos e doppiata in italiano da Sarah Nicolucci.
- Nico Elejalde, interpretato da Roger Príncep e doppiato in italiano da ?.
- Eusébio, interpretato da Cesc Gómez e doppiato in italiano da ?.
- Fabián, interpretato da Joan Bentallé e doppiato in italiano da ?.
- Rebeca, interpretata da Flora Saura e doppiata in italiano da ?.
- Wilson Rojas, interpretato da Michael Batista e doppiato in italiano da Ezzedine Ben Nekissa.
- Lourdes Villamil, interpretata da Agnès Romeu e doppiata in italiano da ?.
- Fidel, interpretato da Kike Salgado e doppiato in italiano da ?.
- Amparo, interpretata da Isabel Rocatti e doppiata in italiano da ?.
- Lola, interpretata da Èlia Corral e doppiata in italiano da ?.
- Nora, interpretata da Paula Fuentes e doppiata in italiano da ?.
- María Rubio Salcedo, interpretata da Thaïs Blume e doppiata in italiano da Angela Brusa.
- Blanca Diosdado, interpretata da Gabriela Flores e doppiata in italiano da Sabrina Duranti.
- Sonia, interpretata da Irina Dendiouk e doppiata in italiano da ?.